# Elecciones parlamentarias de Santo Tomé y Príncipe de 1994
Las elecciones parlamentarias de Santo Tomé y Príncipe se llevaron a cabo el 2 de octubre de 1994 para escoger a los 55 miembros de la Asamblea Nacional. Fueron las segundas elecciones multipartidistas del país, y fueron adelantadas tres meses por el presidente Miguel Trovoada debido a la crisis del partido gobernante y a la mala situación del gobierno elegido en 1991. Contra todo pronóstico, el Movimiento para la Liberación de Santo Tomé y Príncipe / Partido Social Demócrata, (MLSTP-PSD) que se consideraba, al menos momentáneamente, fuera de la escena política desde que abandonó el monopolio constitucional del poder en 1990, obtuvo una estrecha mayoría simple, que le permitió gobernar. Carlos da Graça fue elegido Primer ministro. Esta elección se caracterizó por una baja participación, de solo el 52.1% del electorado.

## Antecedentes
Entre 1975 y 1990, Santo Tomé y Príncipe fue un estado socialista gobernado por el Movimiento para la Liberación de Santo Tomé y Príncipe, único partido político legal. Tras la caída del comunismo, el país pasó por una transición democrática que llevó a la victoria del Partido Convergencia Democrática-Grupo de Reflexión (PCD-GR) en las elecciones de 1991, y la llegada de Daniel Daio al puesto de Primer ministro. En las elecciones presidenciales, triunfó Miguel Trovoada, candidato independiente, al retirarse los candidatos de todos los otros partidos en su favor, dando lugar a un endeble gobierno de cohabitación lleno de fuertes tensiones políticas. A finales de 1992, Trovoada cesó en su cargo a Daio y lo reemplazó por Norberto Costa Alegre, pero esto no evitó la inminente crisis política.
A principios de 1994, la popularidad del gobierno iba en descenso, y las relaciones entre el gobierno y la jefatura de estado estaban del todo deterioradas. En abril, Trovoada se declaró públicamente disociado con las políticas del gobierno. En junio, el partido gobernante acusó a Trovoada de obstrucción sistemática del programa de gobierno. En el mismo mes partidos de oposición presentaron una solicitud al presidente para disolver el gobierno y nombrar a los auditores extranjeros para investigar la gestión de los fondos públicos bajo su mandato.
El 2 de julio de ese mismo año, Trovoada decretó la cesión de Costa Alegre como Primer ministro, alegando "conflicto institucional". También acusó al legislativo de pasar por alto los vetos presidenciales y tratar de reemplazar la república semipresidencialista por un gobierno parlamentario sin poderes ejecutivos para el jefe de Estado electo. El 4 de julio Trovoada nombró a Evaristo do Espírito Santo de Carvalho (el ministro de defensa y seguridad en la administración saliente) como Primer ministro. El PCD-GR, que se negó a participar en el nuevo gobierno, posteriormente a Carvalho de su partido, lo que llevó a la creación del partido Acción Democrática Independiente. Una administración provisional, con ocho ministros, asumió el cargo el 9 de julio. Al día siguiente, en un intento de resolver la crisis política, Trovoada disolvió la Asamblea Nacional y anunció que las elecciones parlamentarias se llevarían a cabo el 2 de octubre.

## Resultados
La participación electoral en el día de la votación se situaba cerca del 80%, aunque con posterioridad se supo que apenas pasó el 52%. El 5 de octubre, los resultados oficiales según lo anunciado por la Comisión Electoral Nacional dieron el mayor número de asientos al Movimiento para la Liberación de Santo Tomé y Príncipe / Partido Social Demócrata. En un brusco cambio de fortuna, el ala centroizquierdista del MLSTP/PSD fue devuelto al poder con 27 escaños, uno solo por debajo de la mayoría absoluta. El PCD-GR, por su parte, ganó solo 14, perdiendo así un total de 19 escaños, que principalmente correspondieron al nuevo partido, Acción Democrática Independiente (ADI), que posteriormente se convertiría en uno de los principales del país. Los otros tres partidos en contienda no lograron obtener representación.
| Partidos                                                                          | Votos  | %     | Escaños | +/-   |
| --------------------------------------------------------------------------------- | ------ | ----- | ------- | ----- |
| Movimiento para la Liberación de Santo Tomé y Príncipe / Partido Social Demócrata | 10.782 | 42.53 | 27      | +6    |
| Acción Democrática Independiente                                                  | 6.660  | 26.27 | 14      | Nuevo |
| Partido Convergencia Democrática-Grupo de Reflexión                               | 6.235  | 24.59 | 14      | -19   |
| Coalición Democrática de la Oposición                                             | 1.152  | 4.5   | 0       | -1    |
| Alianza Popular                                                                   | 342    | 1.4   | 0       | Nuevo |
| Frente Demócrata Cristiano                                                        | 181    | 0.7   | 0       | 0     |
| Votos en blanco/anulados                                                          | 3.748  | -     | -       | -     |
| Total                                                                             | 29.100 | 100   | 55      | 0     |
| Votantes registrados/participación                                                | 55.862 | 52.1  | -       | -     |
| Fuente: Nohlen et al.                                                             |        |       |         |       |

## Consecuencias
El 25 de octubre, el presidente Trovoada nombró al Carlos da Graça, jefe del MLSTP/PDS, Primer ministro. Tres días después, se anunció la composición de su gobierno, en su mayoría compuesto por miembros de su partido. Las tensiones políticas en el país, sin embargo, no se relajarían con las elecciones adelantadas, provocando un intento de golpe de Estado a mediados del año siguiente, que de todas formas fracasaría y permitiría al gobierno de Da Graça continuar en el poder.